# X&Y
X&Y è il terzo album in studio del gruppo musicale britannico Coldplay, pubblicato il 6 giugno 2005 dalla Parlophone.
L'album è stato premiato ai BRIT Awards 2006 nella categoria MasterCard British album e raggiunse la prima posizione in 32 diversi paesi, vendendo circa 10 milioni di copie.

## Antefatti e produzione
Come confessato dagli stessi Coldplay, il successo dei precedenti dischi ha reso più complessa la realizzazione del terzo capitolo della loro discografia. Le difficoltà sono derivate però anche dalle distanze tra i componenti del gruppo, come confermato dal batterista Will Champion:
 Anche il frontman Chris Martin ha confermato che il gruppo ha inizialmente subito forti pressioni interne. Tali difficoltà hanno provocato alcuni ritardi nella lavorazione del disco, che sono costate ai Coldplay il pagamento di una pesante penale alla loro casa discografica.

Come confermato diversi mesi più tardi da Martin, le pressioni per chiudere in fretta X&Y hanno costretto i Coldplay a fare scelte affrettate:
Già nel mese di marzo 2005 erano stati resi noti i titoli della maggior parte dei brani che costituiscono il disco, e, sempre a marzo 2005, diverse canzoni di X&Y sono state eseguite pubblicamente per la prima volta, durante uno showcase tenuto a Londra dalla band.
Dopo diverse indiscrezioni che avevano suggerito titoli diversi per il disco, il titolo dell'album venne rivelato nel marzo 2005.
A partire dal 19 aprile 2005 fu trasmesso da tutte le radio europee il primo singolo estratto da X&Y, intitolato Speed of Sound. Il singolo venne pubblicato commercialmente il 3 giugno 2005.
Nonostante gli sforzi da parte della casa discografica, l'album è stato illecitamente distribuito tramite Internet a partire da alcuni giorni prima della sua pubblicazione ufficiale.

## Concezione
X&Y si differenzia dai due album precedenti (Parachutes e A Rush of Blood to the Head), in quanto è stata dedicata una maggiore ricercatezza del suono e un maggiore utilizzo del sintetizzatore. Per quanto riguarda i testi, una forte differenza rispetto ai primi due dischi del gruppo è che, mentre in passato Chris Martin parlava solitamente in prima persona singolare, nei testi di X&Y prevale l'utilizzo della seconda persona you, ripetuta ben 206 volte. Nonostante ciò, l'album conserva numerosi punti in comune con Parachutes e A Rush of Blood to the Head, al punto che nel 2008 il chitarrista Jonny Buckland affermò che il gruppo considera i suoi primi tre lavori come una vera e propria trilogia, dopo che già a breve distanza dalla pubblicazione di X&Y i Coldplay dichiararono che quest'ultimo rappresentava di fatto la fine della prima fase della loro carriera.
'Til Kingdom Come, la traccia fantasma del disco, era stata originariamente scritta per Johnny Cash, scomparso tuttavia nel 2003 prima di poterla incidere. Questa traccia è presente nel film del 2012 di Marc Webb The Amazing Spider-Man, ascoltabile alla fine di un dialogo tra Peter Parker e Gwen Stacy.
Il riff di chitarra della quinta traccia Talk, riprende la melodia di Computer Love dei Kraftwerk, i quali compaiono tra gli autori del brano.
I brani Swallowed in the Sea e Fix You sono dedicati da Chris Martin alla moglie Gwyneth Paltrow e parlano del dolore di quest'ultima per la morte del padre, avvenuta nel 2002. Fix You inoltre è il primo brano dei Coldplay che vede la partecipazione vocale di tutti i componenti del gruppo ed è costruito come un crescendo che inizia solamente con il suono dell'organo e della voce di Chris Martin, ai quali poi si aggiungono la chitarra di Jonny Buckland e la batteria di Will Champion.

## Titolo e copertina

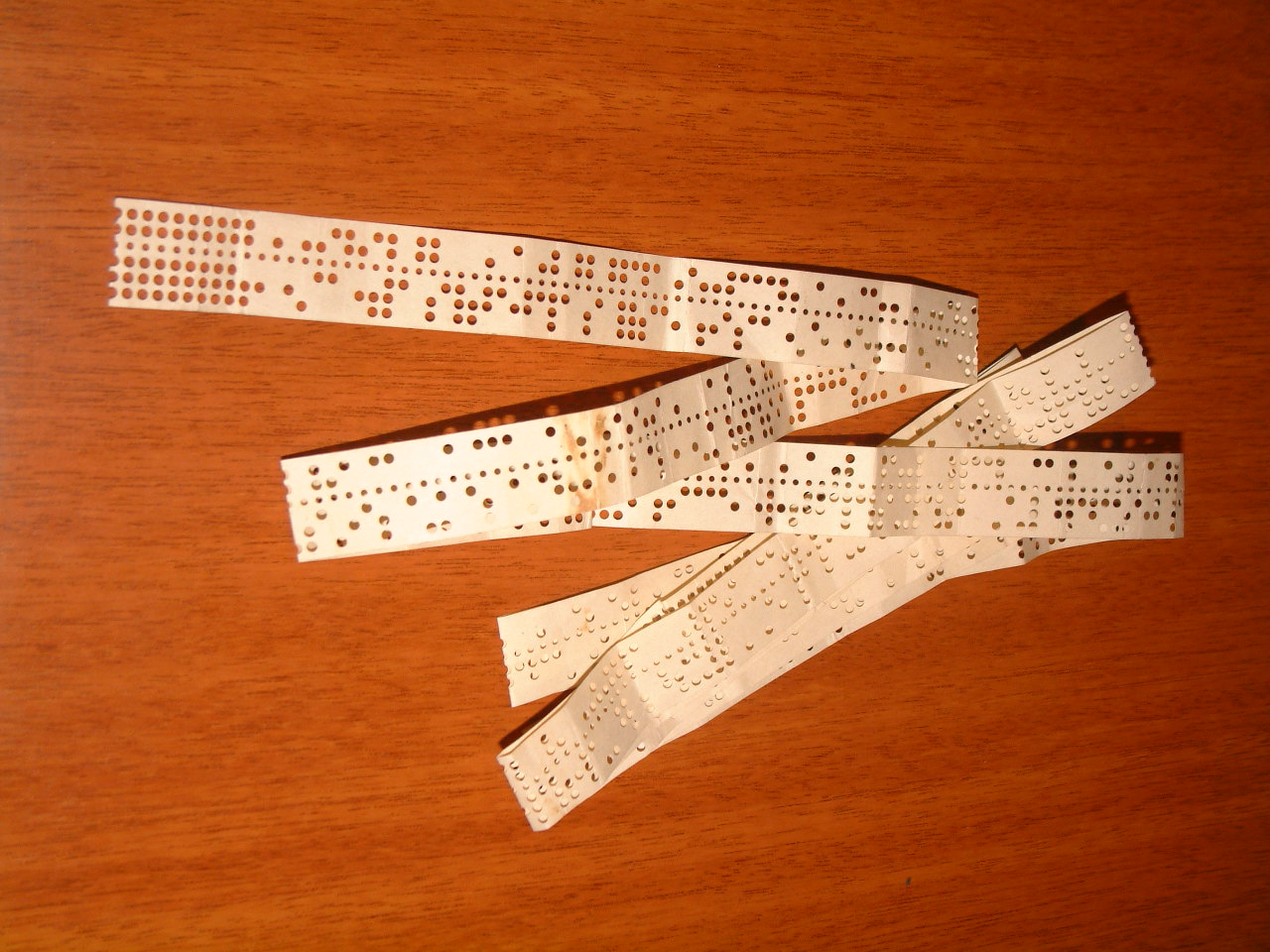
Nastro di carta con i fori nel Codice Baudot, usato sulla copertina di X&Y

Il titolo dell'album fu spiegato in un'intervista da Chris Martin, il quale affermò che X&Y è un riferimento alle variabili incognite, ovvero tutte quelle cose che «sono sconosciute ma costanti ed importanti», aggiungendo poi che «ci sono molti misteri al mondo che noi diamo per scontati, e non abbiamo la minima idea di quali siano le risposte ad essi». Il cantante ha poi aggiunto che X&Y «ha a che fare anche con gli opposti e le tensioni tra gli opposti»; su tale argomento è poi tornato nel corso di un'altra intervista, dicendo che X&Y «è un modo migliore per dire yin e yang» aggiungendo inoltre: «tutta la mia vita è un misto tra ottimismo e pessimismo nelle loro forme più estreme. E questo è ciò che per me significa X&Y. Sono due lati opposti. Mi piace il fatto che siano lettere molto forti, molto chiare.»
Infine, il titolo è anche un riferimento ai due cromosomi umani X e Y.
La copertina del disco venne realizzata dal duo Tappin Gofton, costituito da Mark Tappin e Simon Gofton. Secondo alcuni, l'immagine, piuttosto criptica, sarebbe un omaggio al noto videogioco degli anni ottanta Tetris. Tuttavia è stato in seguito rivelato che si tratta in realtà di un riferimento al Codice Baudot, un primordiale sistema di codifica per un set di caratteri utilizzato per le comunicazioni telegrafiche. In realtà la stringa che dovrebbe rappresentare il simbolo & è stata erroneamente sostituita da quella simboleggiante il numero 9.

## Pubblicazione e promozione

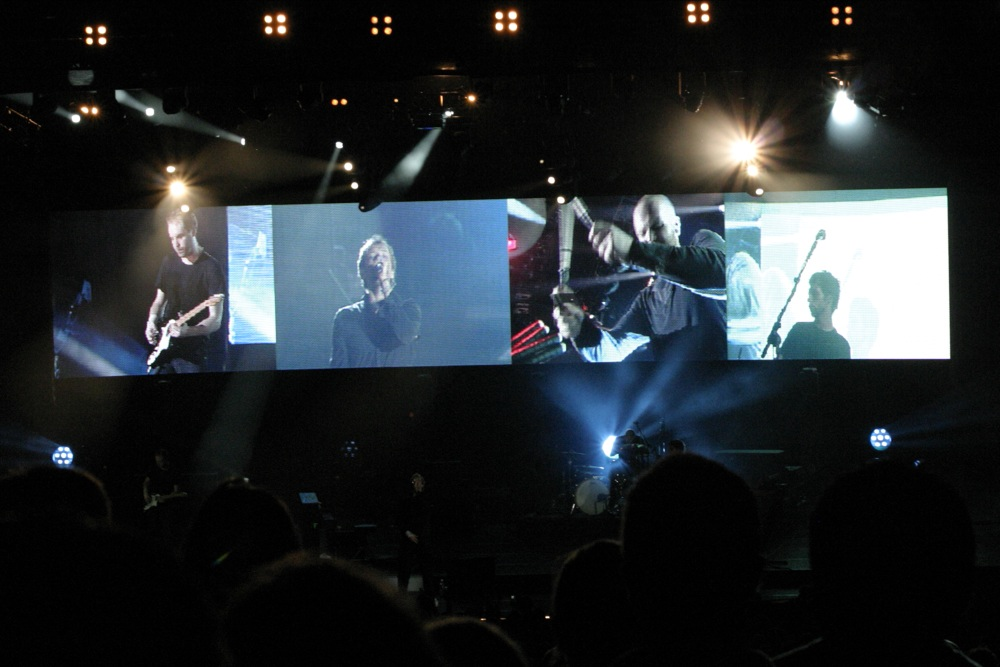
I Coldplay in concerto durante il Twisted Logic Tour

X&Y è stato pensato per essere pubblicato nel 2004, nonostante alcune riviste specializzate hanno specificato che l'album non sarebbe stato pubblicato fino al 2005. Agli inizi del 2005 è stato rivelato che l'album sarebbe potuto uscire tra marzo e maggio 2005, mentre agli inizi di aprile dello stesso anno, il gruppo ha finalizzato la lista tracce.
L'album è stato pubblicato il 6 giugno 2005 nel Regno Unito attraverso la Parlophone e il giorno seguente negli Stati Uniti attraverso la Capitol Records. Da esso sono stati estratti tre singoli pubblicati a livello internazionale, usciti tutti nel 2005: Speed of Sound, Fix You e Talk. Nel mese di aprile 2006 è stato pubblicato per il mercato europeo e australiano The Hardest Part, mentre due mesi più tardi è stato pubblicato per il solo Belgio What If. Nel mese di settembre dello stesso anno è stata annunciata dal gruppo la pubblicazione di White Shadows, previsto per il solo mercato australiano. Dopo continui rinvii, quest'ultimo non è mai stato pubblicato come tale; tuttavia, nel giugno 2007, White Shadows è stato pubblicato in Messico in sola via radiofonica, raggiungendo la posizione 87.

## Tracce
Testi e musiche di Guy Berryman, Jonny Buckland, Will Champion e Chris Martin, eccetto dove indicato.
1. Square One – 4:47
2. What If – 4:57
3. White Shadows – 5:28
4. Fix You – 4:55
5. Talk – 5:11 (Guy Berryman, Jonny Buckland, Will Champion, Chris Martin, Ralf Hütter, Karl Bartos, Emil Schult)
6. X&Y – 4:34
7. Speed of Sound – 4:48
8. A Message – 4:45
9. Low – 5:32
10. The Hardest Part – 4:25
11. Swallowed in the Sea – 3:59
12. Twisted Logic – 9:40 – contiene la traccia fantasma Til Kingdom Come

Tracce bonus nell'edizione giapponese
1. Twisted Logic – 4:31
2. Til Kingdom Come – 8:46 – contiene la traccia fantasma How You See the World

CD bonus nell'edizione speciale giapponese
1. Things I Don't Understand – 4:54
2. Proof – 4:12
3. The World Turned Upside Down – 4:33
4. Pour Me (Live at the Hollywood Bowl) – 5:03
5. Sleeping Sun – 3:07
6. Gravity – 6:17
7. Speed of Sound (Video) – 4:40
8. Fix You (Video) – 5:01
9. Talk (Video) – 5:05
10. The Hardest Part (Video) – 4:58

DVD bonus presente nella Tour Edition (America Latina, Australia, Sud-est asiatico)
1. Things I Don't Understand – 4:54
2. Proof – 4:12
3. The World Turned Upside Down – 4:33
4. Pour Me (Live at the Hollywood Bowl) – 5:03
5. Sleeping Sun – 3:07
6. Gravity – 6:17
7. Speed of Sound (Video) – 4:29
8. Fix You (Video) – 4:55
9. Talk (Video) – 4:58
10. The Hardest Part (Video) – 4:51
11. X&Y Track by Track Interview – 16:02 – presente esclusivamente nell'edizione latinoamericana

## Formazione
Gruppo
- Chris Martin – voce, pianoforte, cori (traccia 4)
- Jonny Buckland – chitarra, cori (traccia 4)
- Guy Berryman – basso, cori (traccia 4)
- Will Champion – batteria, cori (traccia 4)

Altri musicisti
- Audrey Riley – arrangiamento strumenti ad arco, strumenti ad arco
- Chris Tombling, Richard George, Greg Warren Wilson, Laura Melhuish, Sue Dench, Peter Lale, Ann Lines – strumenti ad arco
- Mark Phytian, Carmen Rizzo – effetti sonori al computer
- Rob Smith – effetti sonori al computer, assistenza tecnica
- Matt McGinn – riff di chitarra (traccia 1)
- Brian Eno – sintetizzatore aggiuntivo (traccia 9)

Produzione
- Danton Supple – produzione (eccetto tracce 3, 4, 12 e 13)
- Coldplay – produzione
- Ken Nelson – produzione (tracce 3, 4, 12 e 13)
- Keith Gore – ingegneria Pro Tools
- Michael H. Brauer – missaggio
- George Marino, Chris Athens – mastering
- Jon Bailey, Will Hensley, Jake Jackson, Mar Lejeune, Taz Mattar, Adam Noble, Mike Pierce, Dan Parter, Tim Roe, Brian Russell, Adam Scheuermann, Brad Spence, Jon Withnal, Andrea Wright – assistenza tecnica

## Successo commerciale
Ancora prima della sua pubblicazione, l'album è risultato essere il più prenotato della storia sul noto sito di acquisti online Amazon.com. Nella sua prima settimana, l'album è entrato direttamente alla prima posizione delle classifiche di diversi Paesi. Tra questi anche il Regno Unito, dove X&Y, con 464 471 copie vendute, di cui circa 151.000 nel primo giorno, ha anche fatto registrate il secondo miglior risultato di vendite ottenuto fino a quel momento da un album nell'arco della prima settimana dalla pubblicazione, dietro solo a Be Here Now degli Oasis.
In Italia X&Y ha superato le 180.000 copie vendute, mentre, secondo i dati aggiornati al giugno 2008, le copie vendute a livello mondiale sono circa 10 milioni. L'album ha esordito in prima posizione nella rispettiva classifica, conservando la vetta per un totale di tre settimane consecutive e restando per 23 settimane nella Top20 degli album più venduti. In concomitanza con la pubblicazione del successivo album Viva la vida or Death and All His Friends, X&Y è rientrato nelle classifiche italiane, restandovi per diverse settimane e raggiungendo il 49º posto. Anche negli Stati Uniti d'America l'album ha esordito al primo posto in classifica, vendendo oltre 737.000 copie nella prima settimana. A distanza di tre settimane, l'album aveva già superato la cifra di un milione di copie vendute nei soli Stati Uniti.

## Classifiche

### Classifiche settimanali
| Classifica (2005) | Posizione massima |
| ----------------- | ----------------- |
| Australia         | 1                 |
| Austria           | 1                 |
| Belgio (Fiandre)  | 1                 |
| Belgio (Vallonia) | 1                 |
| Canada            | 1                 |
| Danimarca         | 1                 |
| Europa            | 1                 |
| Finlandia         | 1                 |
| Francia           | 1                 |
| Germania          | 1                 |
| Grecia            | 1                 |
| Irlanda           | 1                 |
| Italia            | 1                 |
| Messico           | 2                 |
| Norvegia          | 1                 |
| Nuova Zelanda     | 1                 |
| Paesi Bassi       | 1                 |
| Polonia           | 3                 |
| Portogallo        | 1                 |
| Regno Unito       | 1                 |
| Spagna            | 2                 |
| Stati Uniti       | 1                 |
| Svezia            | 1                 |
| Svizzera          | 1                 |
| Ungheria          | 13                |

### Classifiche di fine anno
| Classifica (2005) | Posizione |
| ----------------- | --------- |
| Australia         | 8         |
| Austria           | 8         |
| Belgio (Fiandre)  | 1         |
| Belgio (Vallonia) | 8         |
| Danimarca         | 11        |
| Francia           | 25        |
| Irlanda           | 5         |
| Italia            | 16        |
| Messico           | 30        |
| Nuova Zelanda     | 3         |
| Paesi Bassi       | 5         |
| Regno Unito       | 2         |
| Spagna            | 26        |
| Stati Uniti       | 14        |
| Svizzera          | 2         |
| Classifica (2006) | Posizione |
| Australia         | 26        |
| Austria           | 50        |
| Belgio (Fiandre)  | 17        |
| Belgio (Vallonia) | 72        |
| Italia            | 54        |
| Paesi Bassi       | 52        |
| Regno Unito       | 49        |
| Stati Uniti       | 89        |
| Svizzera          | 68        |

### Classifiche di fine decennio
| Classifica (2000-2009) | Posizione |
| ---------------------- | --------- |
| Australia              | 38        |
| Paesi Bassi            | 23        |
| Stati Uniti            | 130       |

## Riconoscimenti

### Premi
- 2006 – Brit Awards - MasterCard British album[31]
- 2006 – Juno Awards - Miglior album internazionale dell'anno[96]

### Candidature
- 2005 – MTV Europe Music Awards - Miglior album[97]
- 2005 – Mercury Prize Award[98]
- 2006 – Grammy Awards - Miglior album rock[99]
- 2006 – METEOR Awards - Miglior album internazionale[100]